# OpenNebula
OpenNebula est un logiciel libre et ouvert sous licence Apache qui fournit un ensemble de fonctionnalités permettant de gérer un nuage informatique. OpenNebula organise le fonctionnement d'un ensemble de serveurs physiques, fournissant des ressources à des machines virtuelles. Il orchestre et gère le cycle de vie de toutes ces machines virtuelles. 
OpenNebula permet entre autres :
- la virtualisation de réseaux ;
- la virtualisation de serveurs ;
- l'intégration de nœuds supplémentaires (cluster de virtualisation) ;
- propose une interface graphique d'administration d'un nœud ou d'un cluster ;
- le déploiement de plusieurs machines virtuelles dépendantes entre elles.

## Description
OpenNebula orchestre le stockage, le réseau, la virtualisation, la surveillance et la sécurité permettant de déployer des services multi-tiers (par exemple, des grappes de calcul en tant que machines virtuelles sur des infrastructures distribuées, combinant à la fois des ressources du centre de données et des ressources distantes dans le nuage informatique. Le tout selon des politiques d'allocation.
OpenNebula est une boîte à outils comprenant des fonctionnalités d'intégration, de gestion, d'évolutivité, de sécurité et de comptabilité. L'outil propose également la standardisation, l'interopérabilité et la portabilité, offrant aux utilisateurs et aux administrateurs l’interfaçage avec un ou des nuages existants (Amazon EC2 Query, OGF Open Cloud Computing Interface et vCloud) et des hyperviseurs (Xen, KVM et VMware).
Sunstone, une application web, permet de gérer OpenNebula et donc d'administrer des machines virtuelles et tout ce qui s'y rapporte.